# Кудельский, Анатолий Викторович
Анатолий Викторович Кудельский (бел. Анатоль Віктаравіч Кудзельскі, род. 16 сентября 1934, Мало-Софиевка, Днепропетровская область, Украинская ССР, СССР) — советский и белорусский ученый в области региональной геологии, гидрогеологии и геохимии подземных вод. Доктор геолого-минералогических наук (1978), профессор (1987), Член-корреспондент НАН Беларуси (1996). Лауреат Государственной премии Республики Беларусь (1998).

## Биография
Родился 16 сентября 1934 года в селе Мало-Софиевка (Днепропетровская область). В 1958 году окончил Днепропетровский горный институт, после чего уехал работать в Туркменскую ССР. В период с 1959 по 1968 трудился в Управлении геологии при Совете Министров Туркменской ССР в качестве коллектора, начальника участка, главного гидрогеолога комплексной гидрогеологической партии. Работая в советской Туркмении, исследовал сельскохозяйственное и коммунальное водоснабжение, геологию горных стран, мелиоративную гидрогеологию, формирование пресных и минеральных вод, роль подземных вод в образовании газа и нефти, рудных и нерудных полезных ископаемых. По итогу ему удалось открыть крупные месторождения пресных вод в межгорных долинах рек Сумбар и Чандыр.
После работы в Туркмении, по приглашению Герасима Богомолова и Константина Лукашева вернулся в Белорусскую ССР на должность старшего научного сотрудника Лаборатории геохимических проблем АН Белорусской ССР.  С 1971 по 1974 — ученый секретарь Института геохимии и геофизики АН Белорусской ССР. За время работы в советской Белоруссии в составе академического Института геохимии и геофизики занимался изучением региональной гидроэкологии, минеральных вод и газового режима Припятского нефтегазоносного бассейна, геохимии и динамики подземных вод и рассолов. За это время ему удается в достаточной степени изучить эти направления и под его руководством создаются крупные монографические обобщения. С 1974 по 1991 заведовал лабораторией Института геохимии и геофизики АН Белорусской ССР.
В 1977 года написал автореферат диссертации и диссертацию на соискание докторской степени на тему «Основные закономерности формирования и распространения йодных вод» (Ленинградский горный институт имени Г. В. Плеханова). В 1978 году была присвоена ученая степень доктора геолого-минералогических наук. После аварии на Чернобыльской АЭС вместе с сотрудниками заведуемой им лаборатории занимались проблемами радиоэкологии, миграции радионуклидов и радиационного состояния поверхностных и подземных вод загрязненных территорий юго-восточной Белоруссии. С 1992 по 1993 — заместитель директора по науке Белорусского научно-исследовательского центра «Экология» Государственного комитета Республики Беларусь по экологии, одновременно главный научный сотрудник Института геологии, геохимии и геофизики НАН Беларуси.
С 1993 Анатолий Викторович активно сотрудничал с учеными европейских стран: являлся научным руководителем и координатором белорусской части международных проектов, касающихся миграции и моделирования поведения радионуклидов в  почвенном субстрате и водных экосистемах. С 1993 года заведует лабораторией Института геологических наук НАН Беларуси.  В 1996 году стал Членом-корреспондентом НАН Беларуси. В 2005 году представлял Белоруссию в качестве эксперта-наблюдателя в работе выездной миссии МАГАТЭ по обсуждению проекта наземного хранилища радиоактивных отходов Игналинской АЭС. С 2008 года также заведует лабораторией Института природопользования НАН Беларуси. Анатолий Кудельский читает лекции в Гомельском и Белорусском государственных университетах, является членом редколлегий журналов «Литосфера», «Весці Нацыянальнай акадэміі навук Беларусі. Серыя хімічных навук», «Oil Shale». Под его руководством было подготовленно 11 кандидатов наук. Является автором (и соавтором) 21 монографии и более 430 научных статей.

## Награды
Лауреат Государственной премии Республики Беларусь (1998) за работу «Открытие и народнохозяйственное использование месторождений минеральных вод в Республике Беларусь (научные исследования, поисково-разведочные работы, медико-бальнеологическое и питьевое освоение)». Лауреат премии Сибирского отделения Российской академии наук и Национальной академии наук Беларуси им. академика В. А. Худ (2004).